# 牧野洋
牧野 洋（まきの よう、1960年 - ）は、日本のジャーナリスト。東京都出身。

## 経歴
1983年に慶應義塾大学経済学部を卒業し、同年日本経済新聞社に入社。同社では、チューリヒ支局長、米州総局キャップ（ニューヨーク）、編集委員を歴任。1988年にはコロンビア大学ジャーナリズム大学院を卒業（修士号）する。2007年に独立する。
2013年3月までカリフォルニア州に、その後福岡に在住。

## 著書
- 『バフェット 「米国株式会社」を動かす男』日本経済新聞出版社、1999年10月
  - 『最強の投資家バフェット』日本経済新聞社〈日経ビジネス人文庫〉、2005年4月。ISBN 9784532192891。
- 『不思議の国のM&A…世界の常識 日本の非常識』日本経済新聞出版社、2007年8月。ISBN 9784532352738。
- 『官報複合体　権力と一体化する新聞の大罪』講談社、2012年1月
  - 『官報複合体　権力と一体化するメディアの正体』河出文庫、2021年10月
- 河野太郎共著『共謀者たち　政治家と新聞記者を繋ぐ暗黒回廊』講談社、2012年12月
- 『米（アメリカ）ハフィントン・ポストの衝撃　メディアのあり方を変えた』アスキー新書、2013年7月
- 『福岡はすごい』イースト新書、2018年6月

### 訳・解説
- ピーター・ドラッカー『ドラッカー 20世紀を生きて　私の履歴書』日本経済新聞出版社、2005年8月
  - ピーター・F・ドラッカー『知の巨人 ドラッカー自伝』日本経済新聞出版社〈日経ビジネス人文庫〉、2009年7月。ISBN 9784532195038。
- アレックス・アベラ『ランド 世界を支配した研究所』文藝春秋、2008年10月。ISBN 9784163706306。文春文庫、2011年11月
- モハメド・エラリアン『市場の変相　サブプライム後の「金融適者生存」の法則』プレジデント社、2009年2月
- ジャネット・タバコリ『ウォーレン・バフェット　華麗なる流儀　現代版「カサンドラ」の運命を変えた日』東洋経済新報社、2010年1月
- ジム・コリンズ／モートン・T・ハンセン『ビジョナリーカンパニー4 自分の意志で偉大になる』日経BP社、2012年9月
- トム・ラス『座らない！　成果を出し続ける人の健康習慣』新潮社、2015年7月
- ダイアナ・キャンダー『スタートアップ　アイデアから利益を生みだす組織マネジメント』新潮社、2017年8月
- ジーナ・キーティング『NETFLIX コンテンツ帝国の野望　GAFAを超える最強IT企業』新潮社、2019年6月
- クリストファー・ワイリー『マインドハッキング　あなたの感情を支配し行動を操るソーシャルメディア』新潮社、2020年9月
- レスリー・バーリン『トラブルメーカーズ　「異端児」たちはいかにしてシリコンバレーを創ったのか？』ディスカヴァー・トゥエンティワン、2021年4月

## 連載
- 『牧野洋の「ジャーナリズムは死んだか」』（講談社『現代ビジネス』）